# Middellandse Zeespelen 2013
De Middellandse Zeespelen 2013 vormden de zeventiende editie van de Middellandse Zeespelen. Ze werden gehouden van 20 tot en met 30 juni 2013. De gaststad was Mersin, liggend in het zuiden van Turkije. 
Eerst kreeg het Griekse Larissa de Spelen toegewezen, maar op 28 januari 2011 besliste het Internationaal Comité van de Middellandse Zeespelen om de organisatie uit handen van de Griekse organisatie te trekken, daar er niet voldoende progressie werd gemaakt in de bouw van de sportfaciliteiten. Op 23 februari 2011 werd er gestemd voor een nieuwe gaststad. Hieruit kwam Mersin naar voren als de definitieve organisator van de Spelen in de zomer van 2013.

## Keuze

#### Oorspronkelijke stemming
Op 27 oktober 2007 maakte het Internationaal Comité van de Middellandse Zeespelen bekend welke stad de Spelen in 2013 mocht organiseren. De gaststad werd gekozen in Pescara, gaststad van de Spelen in 2009. Na twee stemrondes viel de beslissing.
| Stad           | Eerste ronde | Tweede ronde |
| Volos - Larisa | 31           | 37           |
| Rijeka         | 24           | 34           |
| Mersin         | 16           | -            |

#### Tweede stemming
Op 23 februari 2011 werd er een nieuwe gaststad gekozen. Het Internationaal Comité van de Middellandse Zeespelen gaf steden die geïnteresseerd waren om de Spelen van 2017 te organiseren de mogelijkheid om ook al een gooi te doen naar de organisatie van de Spelen van 2013. Drie steden gingen op dit verzoek in: Tripoli, Tarragona en Mersin. Deze laatste won de geheime stemming in de eerste ronde met een absolute meerderheid, waardoor de tweede stemmingsronde overbodig was.

## Sporten

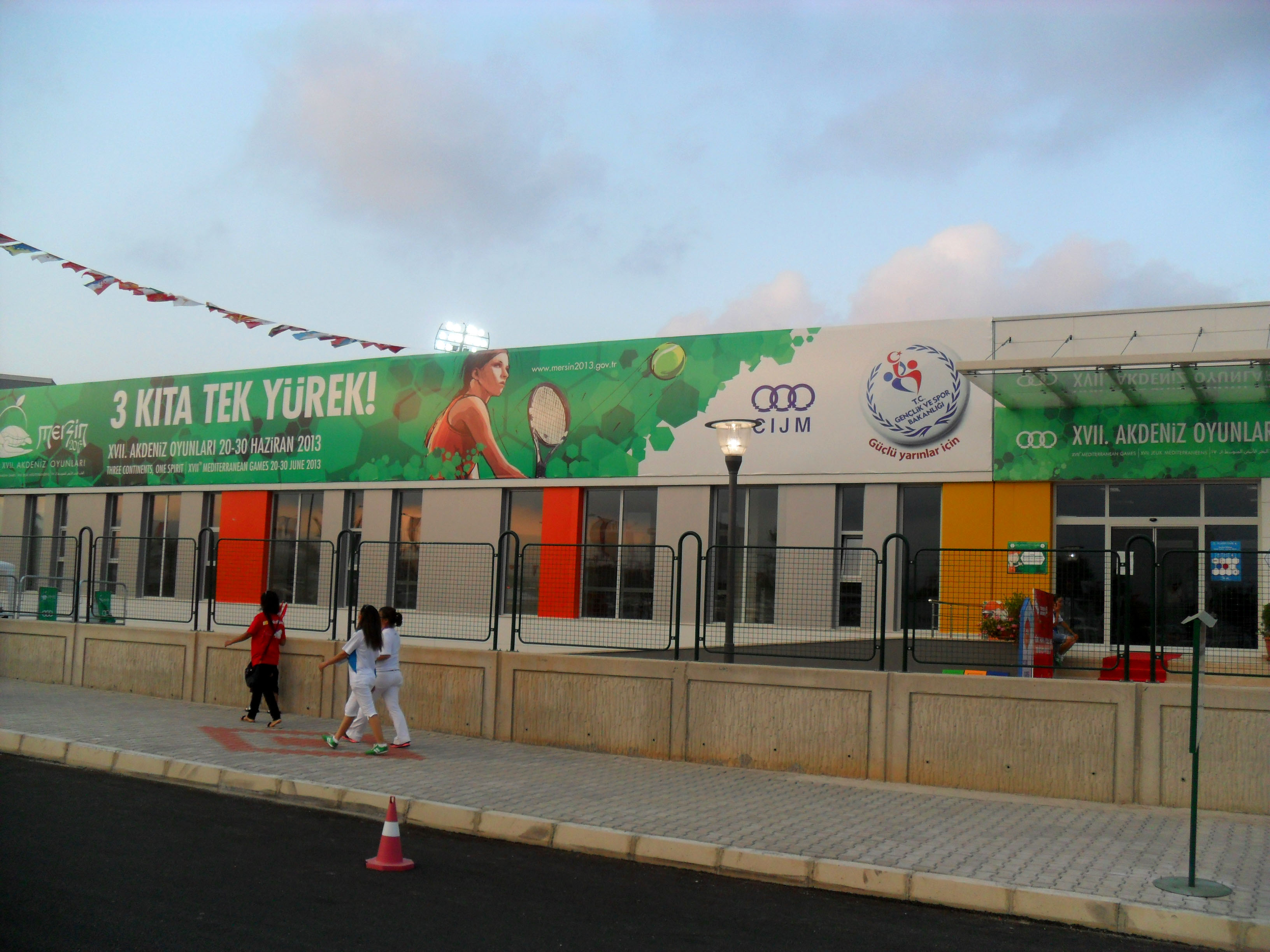
Het tenniscomplex tijdens de Middellandse Zeespelen

Op deze Spelen stonden er 26 sporten op het programma. In 264 onderdelen konden medailles worden behaald.
| Atletiek Badminton Basketbal Bocce Boksen Boogschieten Gewichtheffen Gymnastiek Handbal | Judo Kanovaren Karate Roeien Schermen Schietsport Taekwondo Tafeltennis Tennis | Voetbal Volleybal Waterpolo Waterskiën Wielersport Worstelen Zeilen Zwemmen |

## Medaillespiegel
| Plaats | Land                  | Goud | Zilver | Brons | Totaal |
| 1      | Italië                | 70   | 52     | 64    | 186    |
| 2      | Turkije               | 47   | 43     | 36    | 126    |
| 3      | Frankrijk             | 25   | 25     | 45    | 95     |
| 4      | Spanje                | 21   | 32     | 29    | 82     |
| 5      | Egypte                | 21   | 22     | 24    | 64     |
| 6      | Griekenland           | 15   | 18     | 26    | 59     |
| 7      | Slovenië              | 13   | 11     | 11    | 35     |
| 8      | Servië                | 12   | 11     | 11    | 34     |
| 9      | Kroatië               | 11   | 7      | 9     | 27     |
| 10     | Algerije              | 9    | 2      | 15    | 26     |
| 11     | Tunesië               | 7    | 19     | 22    | 48     |
| 12     | Marokko               | 7    | 10     | 11    | 28     |
| 13     | Albanië               | 3    | 2      | 5     | 10     |
| 14     | Cyprus                | 2    | 2      | 3     | 7      |
| 15     | Montenegro            | 1    | 1      | 3     | 5      |
| 16     | Malta                 | 1    | 1      | 0     | 2      |
| 17     | San Marino            | 0    | 2      | 3     | 5      |
| 18     | Syrië                 | 0    | 2      | 0     | 2      |
| 19     | Macedonië             | 0    | 1      | 4     | 5      |
| 20     | Bosnië en Herzegovina | 0    | 1      | 3     | 4      |
| 21     | Libanon               | 0    | 0      | 2     | 2      |
| Totaal | Totaal                | 265  | 264    | 326   | 855    |

## Deelnemende landen
Er namen 24 landen deel aan deze Middellandse Zeespelen. Macedonië debuteerde. Andorra, Libië en Monaco waren de enige landen die geen medailles wisten te veroveren.
- Albanië
- Algerije
- Andorra
- Bosnië en Herzegovina
- Cyprus
- Egypte
- Frankrijk
- Griekenland

- Italië
- Kroatië
- Libanon
- Libië
- Macedonië
- Malta
- Marokko
- Monaco

- Montenegro
- San Marino
- Servië
- Slovenië
- Spanje
- Syrië
- Tunesië
- Turkije